# Gare de Torrelavega
La gare de Torrelavega est située au centre de la ville espagnole de Torrelavega. Elle permet la desserte de la ville pour la ligne C-1 de la banlieue de Santander et de la ligne régionale R-26 qui permet de rejoindre Valladolid et Santander.

## Histoire
Il est prévu de construire une nouvelle gare dans la commune sur le tracé de la LGV Madrid-Cantabrie qui doit relier Madrid et |Santander. Elle sera construite sur le contournement de la ville et possèdera des voies à écartement UIC.

## Service des voyageurs

### Desserte
Cercanías :
| Ligne | Destination         | Matériel |
| ----- | ------------------- | -------- |
|       | Santander - Reinosa | 592      |

Une seule ligne régionale à destination de Valladolid et Santander. 
| Ligne | Destination                         | Matériel |
| ----- | ----------------------------------- | -------- |
| R-26  | Santander - Valladolid-Campo Grande | 592      |